# سوبر سايان
السوبر ساياجين (باليابانية: 超サイヤ人، بالروماجي: Sūpā Saiya-jin) أو سوبر سايان هو تحول متقدم مفترض لأفراد سلالة الساياجين في سلسلة دراغون بول و لكي يصل السايان إلى السوبر ساياجين يحتاج إلى كثير من التدريب والقوة والطاقة الملتهبة من الداخل والغضب، ويوجد العديد من أشكال السوبر ساياجين تضاعف من قوة المحارب العديد من المرات.
ظهر التحول أول مرة في السلسلة في نيسان عام 1991م في الفصل 317 من مانغا دراغون بول تحت عنوان (حياة أو موت).

## قصة السوبر سايان
كان تحول السوبر سايان يعتبر أسطورة عند شعب السايان و تقول الأسطورة بأن هناك محارب يدعى سوبر سايان سيتمكن من هزيمة فريزا.
تم التحول للسوبر سايان لأول مرة من قبل غوكو ضد فريزا في كوكب الناميك بسبب غضبه على موت كوريرين و بعد ذلك تمكن كل من فيجيتا، وغوهان، وغوتين، وترانكس من التحول إليه.
لاحقًا تبين أنه يوجد أسطورة أخرى عن تحول يدعى السوبر سايان الإله (سوبر ساياجين غودّ) و يتم التحول إليه عن طريق تجمع خمس سايان و إعطائهم لطاقتهم لسايان آخر.

## تحولات السوبر سايان

### السوبر سايان الفاشل
هو ما بين السوبر ساياجين وبدونه ولا يعد سوبر ساياجين كاملًا ويضاعف القوة 25 مرة وقد تحول إليه غوكو

### سوبر سايان الأول
يوجد ثلاث أجيال من هذا التحول بالإضافة إلى التحول الرابع المتقن في هذا التحول يرتفع شعر المقاتل ويتحول إلى الأشقر مع العيون الخضراء ويضاعف الطاقة 50 ضعف. 

### سوبر سايان الأسطوري
هذا التحول لا يمكن الوصول إليه بالتدريب حيث انه يظهر كل عدة قرون مرة ويتضخم فيه جسم المقاتل بشكل مرعب مع تحول الشعر إلى الأخضر واختفاء القزحية، برولي يعتبر من متقنيه وهذا التحول يظهر كل ألف سنة.

### سوبر سايان الثاني
هذا التحول يشابه التحول الأول بالشكل مع نزول خصلة وتواجد كمية هائلة من الكي المحيطة بالمقاتل أول من تحول له هو غوهان ويضاعف الطاقة 100 ضعف.

### سوبر سايان الثالث
في هذا التحول يصيرُ الشعر طويلًا وذهبيًا وتصيرُ العيونُ خضراء مع اختفاء الحواجب وطاقة الكي الهائلة المحيطة وأول من تحول لهُ كان غوكو ويُضاعف الطاقة 400 ضعف.

### سوبر سايان الرابع
هذا التحول يتواجد فقط في دراغون بول جي تي ومن الجدير انه ليس تابعًا للسلسلة وتصبح العيون فيه عسلية ومحاطة باللون الأحمر مع نمو فرو وذيل أحمر ويبقى الشعر اسودًا مع تحول بالشكل ويضاعف الطاقة 4000 ضعف، ولكنه أصبح كانون تابع للسلسلة في دراغون بول دايما و لكن التصميم اختلف قليلًا عن دراغون بول دايما فبدل وضع لون الشعر بالاسود تم جعل لونه احمر و فقط تحوله جوكو و لم يتحول اليه فيجيتا و تحول اليه جوكو بسبب العجوز نيفا الناميكي الاسطوري الذي حرر قواة الداخلية. 

### سوبر سايان غود
يتطلب اجتماع خمسة سايان واختيار سيد لهم وتوجيه كل طاقتهم له ويتحول فيه الشعر والعينين للون الأحمر مع وجود هالة نارية وهذا التحول يضاعف القوة 20000 ضعف ويتميز بالسرعة الفائقة والقدرة العالية علي شحن وإستقبال الطاقة وإلتئام الجروح ولا يضغط كثيرًا علي الجسد ولهذا يمكن التحول إليه لفترات طويلة ويمكن الحصول عليه من خلال التدريب علي يد ملاك مثل ويس

### سوبر سايان الغاضب
هذا التحول يظهر عند الغضب بشكل خارق مع وجود قوة خارقة فيصبح المقاتل قويًا بشكل لا يصدق حيث يشابه السوبر سايان بالشكل مع اختفاء القزحية ووجود هالة السوبر سايان اللأزرق و يعتبر التحول فلر بسبب انه لم يذكر في المانجا و نشر في الأنمي فقط 

### السوبر سايان الازرق
يُعرف ايضًا بسوبر سايان الإله، هذا التحول يجمع بين سوبر سايان الإله والسوبر سايان فيصبح المقاتل على عرش القوة ويتحول كل من شعره وعينيه إلى اللون الأزرق.

### سوبر سايان الوردي
هذا التحول نتج عن أخذ زاماسو لجسد غوكو فأراد التحول له ويعد هذا التحول خارق القوة ويصبح فيه لون الشعر ورديًا مع عيون رمادية.

## انظر ايضًا
دراغون بول
دراغون بول زد
دراغون بول سوبر
دراغون بول جي تي